# روهرباخ (زارفلد-رودلشتات)
روهرباخ (به آلمانی: Rohrbach) یک شهر در آلمان است که در زارفلد-رودلشتات واقع شده‌است. روهرباخ ۲۰۴ نفر جمعیت دارد.